# Arrest
Arrest (Frans: arrêt) is in onder meer Nederland, België en Frankrijk de benaming die wordt gegeven aan de uitspraak van een hogere rechter (een Gerechtshof en in Nederland ook de Hoge Raad). Het gaat dan om de beslissing van een civiele rechter in een dagvaardingsprocedure of van een strafrechter. In verzoekschriftprocedures spreekt men – ook in hoger beroep en cassatie – van een beschikking.
De beslissing van een rechter in eerste aanleg in een dagvaardingsprocedure wordt vonnis genoemd. De beslissingen van de Belgische hoven van beroep of arbeidshoven, het Belgische Hof van Cassatie, de Franse cours d'appel, het Franse Cour de cassation, de Nederlandse gerechtshoven en de Hoge Raad der Nederlanden, worden arresten genoemd. Een uitzondering geldt voor uitspraken van de hogerberoepsinstantie van Aruba, Curaçao, Sint Maarten en de BES-eilanden, het Gemeenschappelijk Hof van Justitie, waarvan de uitspraken ook vonnissen heten.
Een arrest kan zowel een bekrachtiging van het bestreden vonnis of eerdere arrest bevatten, als een gehele of gedeeltelijke vernietiging ervan, waarbij de rechter in hoger beroep of cassatie opnieuw beslist of (soms) de zaak terugwijst of verwijst. 
Wanneer in cassatie het arrest waartegen beroep is ingesteld wordt vernietigd of verbroken, verwijzen de Hoge Raad of het Hof van Cassatie de zaak over het algemeen naar een ander beroepshof. In Nederland gebeurt dat met aanwijzingen waar de rechter rekening mee dient te houden bij de beslissing. In België zijn die aanwijzingen pas bindend na een tweede verbreking en een tweede doorverwijzing, inmiddels dus naar een derde hof van beroep.
Uitspraken van het Gerecht en Europees Hof van Justitie in Luxemburg en van het Europees Hof voor de Rechten van de Mens in Straatsburg worden in het Nederlands (en Frans) ook arresten (arrêts) genoemd.

## Nederland
Arresten vormen in Nederland naast wet- en regelgeving zowel een belangrijke rechtsbron als een belangrijk instrument voor rechtsvorming, met name arresten van de Hoge Raad, in samenhang met het advies van de Advocaat-Generaal (de conclusie). Reden daarvan is vooral dat wanneer men een zaak op het laagste niveau begint in een zelfde soort situatie als waarin een arrest is gewezen, bekend is hoe de hogere of hoogste instantie naar alle waarschijnlijkheid zal gaan vonissen. Een advocaat kan dan met verwijzing naar het arrest vaak een rechtszaak voorkomen. Het verschil met wet- en regelgeving is, dat een vonnis of arrest anders kan uitvallen wanneer advocaten in een nieuwe zaak met andere juridische argumenten komen dan voorheen voorgedragen.
Belangrijke arresten worden online gepubliceerd op de webpagina rechtspraak.nl en in juridische tijdschriften als Nederlandse Jurisprudentie, AB Rechtspraak Bestuursrecht, Jurisprudentie Arbeidsrecht (JAR), de Praktijkgids of het Nederlands Tijdschrift voor Fiscaal Recht.

### Standaardarrest
Sommige arresten van de Hoge Raad zijn lange tijd richtinggevend en leidinggevend in het denken over een bepaald juridisch vraagstuk in situaties waar de wet geen duidelijkheid geeft, of ruimte voor interpretatie laat. Over het belang voor de beoefening van de rechtswetenschap en het werk in de praktijk bestaat merendeels overeenstemming. Zo'n arrest wordt een standaardarrest genoemd en staat vaak bekend onder de namen van de twee partijen die de zaak aan beide kanten voor de rechter verdedigden. Zo leren studenten rechtsgeleerdheid de essentie van lange reeksen arresten als ‘Blaauboer/Berlips’ (1905), 'Lindenbaum/Cohen' (1919), 'Sleepboot Egbertha' (1936), 'De Visser/Harms' (1945) ‘Baris/Riezenkamp’ (1957), ‘Saladin/HBU’ (1967), 'Grensoverschrijdende garage' (1970), ‘Aangereden Hartpatiënt’ (1975) en ‘Kleuterschool Babbel’ (1980). De Hoge Raad is er vanaf 2019 toe overgegaan een aantal van deze standaardarresten online te publiceren onder de naam Mijlpaalarresten, voor een ieder toegankelijk.